# Lipeurus caponis
Lipeurus caponis – pasożyt należący obecnie do Phthiraptera, według dawnej systematyki należał do wszołów. Jest pasożytem kury domowej, opada również perliczki i bażanty.
Samiec długości 2,2 mm, samica 2,4 - 2,5 mm. Bytują na całym ciele w piórach. Występuje na terenie Europy, Azji i Afryki.